# Relações entre Argentina e Irlanda
As relações entre Argentina e Irlanda referem-se às relações bilaterais entre a Argentina e a República da Irlanda.

## Migração
Ambas as nações possuem laços históricos e culturais irlandeses devido ao facto de mais de 50.000 colonos irlandeses terem emigrado para a Argentina. A Argentina é o lar da quinta maior comunidade irlandesa no estrangeiro e a maior num país que não fala inglês. Mais de meio milhão de argentinos reclamam herança irlandesa.

## História
Os primeiros imigrantes irlandeses podem ter chegado à Argentina com colonos espanhóis ao serviço de Espanha. De 1806 a 1807, as forças britânicas tentaram sem sucesso assumir o controlo de partes da Argentina, sobretudo ao redor do Rio da Prata, conhecidas como as invasões britânicas do Rio da Prata. Durante a invasão, vários soldados irlandeses abandonaram o exército britânico e uniram-se ao exército espanhol/argentino. O irlandês mais conhecido foi o almirante William Brown quem chegou à Argentina em 1810. É considerado o Pai da Armada Argentina ao ter sido ele quem criou e contribuiu ao desenvolvimento deste ramo das Forças Armadas argentinas e por defender a Argentina contra Espanha, Brasil, Inglaterra, e França. Devido à pobreza e à grande fome irlandesa, mais de 50 000 irlandeses emigraram para a Argentina entre os anos 1830-1930 em procura de terra e uma vida melhor.
Em 1916, durante a revolta da Páscoa, era um irlandês nascido argentino pelo nome de Eamon Bulfin quem levantou a bandeira que dizia "república irlandesa" sobre o Escritório Central de Correios de Dublin. Como Bulfin era argentino, não foi executado após ser capturado pelos britânicos. Foi deportado para a Argentina e mais tarde foi nomeado por Éamon de Valera como o primeiro cônsul irlandês em Buenos Aires. Bulfin uniu-se ao republicano irlandês Laurence Ginnell em 1921 para promover o apoio à independência irlandesa e para levantar um empréstimo de 500.000 £ dos membros mais ricos da comunidade irlandesa na Argentina. Em 1937, a Irlanda converteu-se numa nação independente e em junho de 1947, tanto Argentina como Irlanda estabeleceram relações diplomáticas. Nesse mesmo ano, a Irlanda abriu sua embaixada em Buenos Aires.
Durante a Guerra das Malvinas (abril-maio de 1982) entre Argentina e o Reino Unido, a Irlanda foi membro não permanente do Conselho de Segurança das Nações Unidas e votou a favor da Resolução 502, que exigia o cessar imediato das hostilidades entre Argentina e o Reino Unido e uma retirada completo das forças argentinas das Ilhas Malvinas. Ao mesmo tempo, a primeira ministra britânica, Margaret Thatcher, pediu ao governo irlandês que se abstivesse de uma resolução pedindo um alto o fogo entre o Reino Unido e Argentina.
Em 2016, Argentina e Irlanda celebraram conjuntamente o bicentenário da independência de Argentina e o centenário de Irlanda da Revolução de Pascua.

## Comércio
Em 2014, o comércio total entre Argentina e Irlanda totalizou 545 milhões de dólares norte-americanos. As principais exportações de Argentina a Irlanda são: soja, salva, vinho, outras verduras e óleos essenciais. As principais exportações de Irlanda para a Argentina incluem: sangue humano ou animal, medicamentos embalados, gruas, computadores e equipamentos médicos. Argentina é o terceiro maior parceiro comercial da Irlanda na América Latina. Em 2000, as nações membros de Mercosul (que inclui a Argentina) e a União Europeia (que inclui a Irlanda) iniciaram negociações sobre um acordo de livre comércio.